# Raimundo II de Trípoli

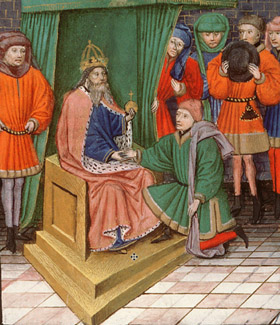
Juan II Comneno y Raimundo II de Trípoli.

Raimundo II de Trípoli (c. 1115-1152) fue conde de Trípoli de 1137 hasta su muerte, sucediendo a su padre. Era hijo de Ponce de Trípoli y Cecilia de Francia.

## Herencia del Condado
En 1135 se casó con Hodierna, hija del rey Balduino II de Jerusalén. Poco después, el mismo año sucedió a su padre al frente del condado de Trípoli, después de que Ponce muriera en la batalla contra el ejército del sultán de Damasco. Presente en la batalla, Raimundo consideró a los cristianos sirios de Trípoli responsables de la traición que causó la derrota y muerte de su padre, y después aprisionó un gran número de ellos, los torturó y los mató, siendo apoyado y elogiado por los cristiano latinos de su condado.

Les hizo diversas torturas en  presencia del pueblo y, en la justa proporción de la enormidad del crimen que habían cometido, les hizo sufrir la muerte en sus formas más cruel [...] Tales fueron las primeras pruebas de valor mostradas por el joven conde, por las cuales ganó los afectos de todo su pueblo y la aprobación universal.
Traducción de la crónica de Guillermo de Tiro.

El mismo año, el atabeg Zengi de Alepo y Mosul cercó el castillo de Baarin en el territorio de Trípoli. Raimundo solicitó la ayuda del rey Fulco de Jerusalén, pero el líder musulmán los derrotó y Raimundo fue hecho prisionero. Zengi continuó el cerco pero inició negociaciones con los sitiados cuando tuvo noticias de la inminente llegada de un ejército comandado por Raimundo de Poitiers, Joscelino II de Edesa y por el emperador bizantino Juan II Comneno. Las fuerzas cristianas cercadas en Barin no tenían conocimiento de los movimientos de sus aliados y acordaron en ceder el castillo al musulmán en pago de la liberación de su conde.
En 1142 Raimundo estableció la Orden del Hospital en el condado, donándoles el Krak de los Caballeros, una enorme fortaleza en la carretera de Damasco al mar Mediterráneo, así como otros castillos más pequeños. Esta orden militar era virtualmente independiente del condado y frecuentemente responsable de la protección de las fronteras de Trípoli, muchas veces atacadas por los musulmanes de Damasco y por las fuerzas de Zengi.

## Conflicto con Alfonso Jordán
Raimundo II era bisnieto de Raimundo IV de Tolosa, uno de los líderes de la Primera Cruzada y el fundador de este condado, aún antes de la conquista de la ciudad de Trípoli. Sin embargo, descendía del primero a través de Beltrán de Tolosa, un hijo ilegítimo. Cuando Alfonso Jordán de Tolosa, el hijo legítimo de Raimundo IV, llegó a Tierra Santa en la Segunda Cruzada en 1147, se temía que pudiera hacer valer su pretensión al condado. 
Alfonso Jordán murió súbitamente de camino a Jerusalén, por lo que inmediatamente se sospechó que había sido envenenado, posiblemente por la reina Melisenda de Jerusalén a pedido de su hermana, Hodierna de Trípoli, esposa de Raimundo II. Esta acusación nunca fue probada, pero Raimundo rechazó ofrecer cualquier ayuda a la cruzada, que terminó en fracaso. 
Después, el hijo de Alfonso Jordán, también llamado Beltrán y también ilegítimo, tomó el castillo de Araima en Trípoli. Raimundo buscó la ayuda del hijo y heredero de Zengi, Nur al-Din, así como del gobernador de Damasco, Mu'in ad-Din Unur. Estos aliados musulmanes retomaron Araima, que devolvieron a Raimundo, y aprisionaram a Beltrán y su familia.

## Descendencia y sucesión
De su boda en 1137 con Hodierna, hija del rey Balduino II de Jerusalén y de Morfia de Melitene, nacieron: 
- Raimundo III de Trípoli, su heredero en el condado
- Melisenda de Trípoli

El matrimónio de Raimundo fue conflictivo. Tal como sus hermanas, Hodierna era una mujer independiente, pero el conde de Trípoli reprobaba este comportamiento y la mantenía en reclusión. Había incluso rumores de que su hija Melisenda de Trípoli (bautizada con el nombre de la reina de Jerusalén) era hija de una relación adúltera. Melisenda de Jerusalén y su hijo Balduino III tuvieron que intervenir políticamente en el condado en 1152. 
Raimundo y Hodierna acordaron una reconciliación, pero fue decidido que la condesa debería volver a Jerusalén con su hermana por un corto período. El conde los acompañó a caballo durante un corto recorrido, y al volver a Trípoli fue muerto por la Secta de los Asesinos frente a los portones de la ciudad, junto con dos de sus jinetes. Fue así el primer no-musulmán al ser muerto por los Asesinos, probablemente en relación con el establecimiento de la Orden del Hospital en el condado. 
Hodierna volvió inmediatamente a sus dominios para asumir la regencia del condado en nombre de su hijo Raimundo III, aún un niño. Balduino III garantizó el apoyo de los nobles de Trípoli y Hodierna acordó en ceder el castillo de Tartous a los Caballeros Templarios, para defenderse de los ataques de Nur ad-Din, que había invadido estas tierras al tomar conocimiento de la muerte de Raimundo II. 
Melisenda de Trípoli, su hija, fue posteriormente considerada esposa del emperador bizantino Manuel I Comneno. El acuerdo matrimonial parecía confirmado y la joven Melisenda fue hasta referida como la futura emperatriz. Sin embargo, cuando Manuel supo de su supuesta ilegitimidad, se casó con María de Antioquía. Raimundo III asumió esto como una ofensa personal y en respuesta atacó Chipre, que en esa época estaba en manos bizantinas.